# OCS Inventory NG
Open Computer and Software Inventory Next Generation oder kurz OCS Inventory NG ist eine freie Inventarisierungs-Management-Software für unixoide Systeme und Windows. Über dieses Programm kann nach vorzugebenden Auswahlkriterien sowohl eine Übersicht der auf den mit dem OCS Clientprogramm (OCS Inventory Agent) in einem Computer-Netzwerk eingesetzten Rechnern vorhandenen Hard- und Software erstellt als auch die auf dieser Hardware eingesetzte Software verwaltet und ergänzt werden. Die Steuerung von Aufträgen erfolgt über ein Webinterface.
OCS Inventory NG entstand ab 2001 und wird von einem gleichnamigen französischen Verein getragen. Die Next Generation ist entgegen dem ursprünglichen OCS Inventory nicht auf Microsoft Windows beschränkt und seit Januar 2007 endgültig freigegeben.

## Funktionen
OCS Inventory NG bietet folgende Kernfunktionen:
- Softwareverteilung
- Inventarisierung (Hardware und Software)

Die Software OCS Inventory kann Daten an das Programm GLPI übergeben, mit dem eine leistungsfähige Schnittstelle zur Verwaltung des EDV-Inventars zur Verfügung steht.
Ab der Version 1.0rc3 sind die meisten Funktionalitäten des OCS Inventory modularisiert und können einfach geändert oder erweitert werden.

### OCS Inventory NG Agent
Der Windows Agent ist in C++, der Linux Agent in C und Perl geschrieben.
Die Inventory-Agenten erlauben über die Aufnahme der lokal sichtbaren IP-Adressen die Darstellung der im Netzwerk vorhandenen Netzwerkknoten.

### OCS Inventory NG Server
Der OCS Inventory NG Server beinhaltet vier Komponenten
- Datenbankserver, Datenbank speichert das Inventar
- Kommunikationsserver (Webserver: Apache), ist verantwortlich für die HTTP-Kommunikation zwischen Datenbankserver und Agenten
- Deploymentserver, speichert die Paketeigenschaften
- Administrationskonsole, ermöglicht Datenbankabfragen per Browser

Die Kommunikation zwischen Agent und Kommunikationsserver erfolgt per HTTP/HTTPS, die Daten sind zlib-komprimiertes XML.
Der Kommunikationsserver ist in Perl geschrieben.
Momentan kann nur MySQL bzw. MariaDB für den Datenbankserver genutzt werden.
Der oder die Management Server nutzen Apache, MySQL und Perl, als Betriebssystem werden nur Linux/Unix-Derivate unterstützt. Falls Server unter Unix verwendet werden sollen, können die Aufgaben auf mehrere Rechner verteilt werden. Auf Grund seiner einfachen Programmstruktur und der Verwendung von mod perl sind für eine ausreichende Servergeschwindigkeit auch bei mehreren tausend Clientrechnern selbst einfache Rechner als Server ausreichend.
Zu installierende Software kann in Paketen zusammengefasst werden, die nach vorgegebenen Prioritäten verteilt und nach individueller Vorgabe installiert werden können.

### Management-Interface
Das Management-Interface ist ein Web-Interface, das in PHP geschrieben ist, es ist im Oktober 2010 in elf Sprachen vorhanden.
Das optional installierbare Webinterface erlaubt die Abfrage des Inventories, das Management von Benutzerrechten und bietet eine Schnittstelle zur Konfiguration der Softwareverteilung.

## Unterstützte Betriebssystemversionen
OCS Inventory NG Agent unterstützt Windows ab Windows 95 bzw. NT 4.0 bis Windows 10 bzw. Server 2012, diverse Linux-Distributionen (CentOS, Debian, Fedora Core, Gentoo, Knoppix, Mandriva, Red Hat, Slackware, SuSE, Trustix, Ubuntu), diverse BSDs (OpenBSD, NetBSD, FreeBSD) sowie Solaris, AIX und macOS.
Zudem gibt es Agent für Android. Für IOS gibt keinen Agent.

## Support
Grundlegende Programmfunktionen sind in dem englischsprachigen, im Mai 2010 erschienenen Buch IT Inventory and Resource Management with OCS Inventory NG 1.02 beschrieben. Auf der englisch- und französischsprachigen Website des Projektes findet sich neben der als Wiki in Englisch und Französisch, teilweise auch in Spanisch, Deutsch, Portugiesisch, Polnisch und Italienisch vorhandenen Programmdokumentation ein Bereich mit häufig gestellten Fragen (FAQ), Kurzanleitungen für bestimmte Fälle (Howtos), Mail-Listen, Webforen und ein IRC-Kanal für direkten Support per Internet. Darüber hinaus bieten auch verschiedene Unternehmen Support für das Programm an, die ihre Dienste teilweise lokal auf bestimmte Regionen (z. B. Italien) oder auf bestimmte Programmfunktionen (z. B. Inventory) beschränken, teilweise aber auch weltweit für alle Programmfunktionen anbieten.

## Auszeichnungen
Im Jahr 2006 wurde die Software im Rahmen der Trophées du Libre mit dem ersten Preis im Bereich Sicherheit ausgezeichnet. Im Jahr 2007 wurde das Programm in französischen Ausgaben des Linux-Magazins besprochen. Im Jahr 2009 gelangte die Software in die Endauswahl der von den Benutzern von SourceForge beurteilten Programme.

## Weiterentwicklung
Im Februar 2010 entstand der von einigen Projektteilnehmern weiterentwickelte Fork FusionInventory, der zum einen zu OCS kompatibel bleiben und zum anderen eine einfachere Integration in andere Softwareprodukte wie GLPI und GOsa² ermöglichen soll. Um die Entwicklung zu vereinfachen, wurde der OCS Unix-Agent lediglich nach Windows portiert, weitere Portierungen entstanden noch nicht.